# Кобыльники (Гродзиск-Велькопольский)
Кобыльники (пол. Kobylniki) — деревня и сельский округ  в Польше, в гмине Гродзиск-Велькопольский Гродзиского повята Великопольского воеводства.
Население села составляет 203 человека.
Село расположено в 5 километрах к юго-западу от Гродзиска-Велькопольского и 46 километрах юго-западнее Познани.
В 1975—1998 годах Кобыльники с окрестностями административно принадлежали Познанскому воеводству.